# Comarapa
Comarapa – miasto w Boliwii, w departamencie Santa Cruz, prowincji: Manuel María Caballero.